# Kyōhō-Reformen
Die  Kyōhō-Reformen (jap. 享保の改革, Kyōhō no kaikaku) wurden während der Kyōhō-Ära (1716–1736) vom Tokugawa-Shōgunat unter Tokugawa Yoshimune erlassen. Die Reformen sollten die Staatsfinanzen der Shogunatsregierung stabilisieren und die Ständeordnung der Edo-Zeit festigen.

## Übersicht
Das Shogunat hatte in der vorhergehenden Genroku-Ära (1688–1704), die auch als „Goldene Ära“ bezeichnet wird, über seine Verhältnisse gelebt und versucht, die Ausschweifungen durch eine Münzverschlechterung, also Inflation, zu finanzieren. Durch eine Steuerreform sollte eine sicherere Basis geschaffen werden. Die Haupteinnahmequelle war weiterhin die Besteuerung der Reisfelder, allerdings wurden nun nicht mehr die Erträge als Grundlage genommen, sondern die Feldgröße.
Die Samurai waren in der Edo-Zeit der herrschende Stand, darunter standen Bauern, Handwerker und Kaufleute, in dieser Reihenfolge (Shi-Nō-Kō-Shō). Die Kaufleute waren in den rund hundert Jahren Frieden, die die Tokugawa-Herrschaft durchgesetzt hatte, zu erheblichem Reichtum gekommen und kleideten sich in edle Seide. Die Samurai dagegen, die gesellschaftlich höher standen, waren von den Reiszahlungen ihrer Herren, der Daimyo, abhängig, und konnten sich einen ausschweifenden Lebensstil nur leisten, wenn sie sich hoch verschuldeten. Diese Schulden wurden nun für nichtig erklärt, eine Taktik, die das Shogunat im Laufe der Geschichte noch öfter einsetzen sollte. Als Folge steigerten die Kaufleute ihre Zinsen, um sich abzusichern, was die Situation noch verschlimmerte. Um den vermeintlichen Wucher zu bekämpfen, wurden die Kaufleute außerdem gezwungen, ihre Preise öffentlich auszuhängen.
Um die Ständeordnung weiter zu festigen, wurden sogenannte Sparsamkeitsedikte erlassen, die für jeden Stand vorschrieben, was nach seinem Status erlaubt war. Die Ständeordnung war bereits vorher stark reguliert, so hatten Samurai, Handwerker, Kaufleute sowie Unterhalter (Theater, Glücksspielhäuser und Bordelle) in den Städten jeweils ihre eigenen Viertel. Nur Samurai durften Waffen tragen. Dies wurde nun verschärft, insbesondere bei Kleidung und Hausbau. Bauernhäuser etwa durften nur mit Reet gedeckt sein. Besonders hart traf es den Händlerstand, der durch seinen Reichtum den Neid der Samurai erweckt hatte. Die Händler wurden gezwungen, Sackleinen zu tragen. Die Händler ließen daraufhin Kleider nähen, die außen aus grobem Leinen bestanden und innen in edler Seide gefüttert waren.
Der Kopf hinter den Edikten war Ogyū Sorai (1666–1728), ein Anhänger der sogenannten alten Schule (古学, kogaku), die stark vom Neokonfuzianismus beeinflusst war. Seine Schule sah die Landwirtschaft als Basis der Produktion, und damit den Adligen, der das Land besitzt, und den Bauern, der das Land bearbeitet. Handwerker verarbeiten diesen erzeugten Wert lediglich und Händler verteilen ihn. Hier gibt es Parallelen zum europäischen Physiokratismus. Spätere Reformen, die weiterhin versuchten, die alte Ständeordnung gegen den wachsenden Einfluss der Händlerschicht und der Vorindustrialisierung durchzusetzen, wurden dann auch Reformen im Ogyū-Stil genannt.
Obwohl Ogyū zum einflussreichsten Wirtschaftstheoretiker der Edo-Zeit wurde, waren seinen Kyōhō-Reformen zum Scheitern verurteilt. Bereits 1732 gab es in Japan eine große Hungersnot, die durch eine Heuschreckenplage ausgelöst wurde. Das Shogunat musste seine Reisspeicher leeren, um seine Untertanen nicht zu verlieren, und einzelnen Provinzen erlauben, selbst wirtschaftlich zu handeln, was nach der reinen konfuzianischen Lehre verpönt war, um deren Überleben zu sichern. Erst mit den Kansei-Reformen (1788–1793) gewannen die konservativen Kräfte wieder für eine Weile die Oberhand.